# Андохахела
Андохахела (франц. и енгл. Andohahela) је национални парк на крајњем југоистоку Мадагаскара. Штити и кишне и суве шуме. У њему постоји 12 врста лемура, 129 врста птица, 69 врста гмизаваца и 49 врста водоземаца. Најпознатије животиње у парку су прстенорепи лемур и бела сифака. Има више од хиљаду врста биљака. Ту расте 207 врста папрати, а 90% њих је у кишним шумама. Друге карактеристичне биљне врсте су тространа палма, патуљасти баобаб, октоподно дрво, дивља ванила и путничко дрво.

## Извор
- https://web.archive.org/web/20120612164717/http://www.parcs-madagascar.com/madagascar-national-parks_en.php?Navigation=25